# Rosa soulieana
Rosa soulieana es una especie de planta del género Rosa, de la familia Rosaceae.

## Taxonomía
Rosa soulieana fue descrita por Crép. en 1896.

## Distribución
Se encuentra en el territorio este del Himalaya hasta China meridional.